# Distretto di Mueang Prachuap Khiri Khan
Il distretto di Mueang Prachuap Khiri Khan (in thailandese: เมืองประจวบคีรีขันธ์) è un distretto (amphoe) della Thailandia, situato nella provincia di Prachuap Khiri Khan, della quale è il capoluogo.